# Stas Szurins
Stas Szurin (łot. Stas Šurins, właśc. Stanisław Szurin (ur. 1 czerwca 1990 w Rydze) – łotewski piosenkarz i kompozytor.

## Życiorys
W 2009 zwyciężył w finale trzeciej edycji programu typu talent show Nowego kanału Fabrika-zirok. W 2011 w parze z Ołeną Pul zwyciężył w finale czwartej edycji programu Tanci iz zirkamy. 6 lipca 2012 wydał album pt. Raund 1, który promował singlem „Prosti”.
13 listopada 2013 wydał album pt. Jestestwiennyj atbor. Z pochodzącym z płyty utworem „Why” zajął 10. miejsce w finale ukraińskich eliminacjai do 59. Konkursu Piosenki Eurowizji. W lipcu 2014 wystąpił z utworem „Poka ty sa mnoj” na festiwalu „Nowa Fala” w Jurmali, na którym otrzymał nagrodę przyznawaną przez Ałłę Pugaczową najbardziej utalentowanym i obiecującym piosenkarzom, poetom, kompozytorom i muzykom. W 2016 został półfinalistą szóstej edycji programu The Voice of Germany. W 2017 wydał singiel „However It Ends”.

## Dyskografia
Albumy studyjne
- Round 1 (2012)
- Jestestwiennyj otbor (2013)